# WIND BREAKER (漫画)
『WIND BREAKER』（ウィンドブレイカー）は、にいさとるによる日本の漫画。『マガジンポケット』（講談社）において、2021年1月13日から連載中。2025年6月時点で累計発行部数は800万部を突破している。

## 概要
2021年1月13日、『マガジンポケット』にて連載を開始。
同年11月に単行本第4巻が発売された際にはPVが公開されている。同年12月31日から2022年1月15日まで「渋谷4大ジャック」企画が実施され、作者のにいによる登場人物の描きおろしイラストを渋谷駅や渋谷街の街頭などで展開。企画の終盤には、渋谷スクランブル交差点にある大型ビジョンに前述とは異なる「渋谷ジャック限定PV」が登場している。
2024年4月から6月までテレビアニメSeason 1が放送された。Season 2は2025年4月から6月まで放送された。同年には舞台版が上演されたほか、実写映画版の公開も予定されている。

## あらすじ
「偏差値は最底辺、喧嘩は最強の風鈴高校で頂点に立つ」という強い意志を持つ少年・桜遥は、不良高校として知られている風鈴高校のある街に訪れる。だが、風鈴高校は周辺のヤクザなどから街を守る存在として地元住民から感謝される、彼が抱くイメージとは正反対の存在だった。
防風鈴（ボウフウリン）と呼ばれ、「誰かを守るために喧嘩をする」という彼らの姿に感銘を受けた遥は、慣れないながらも風鈴高校や街に溶け込み、この高校の頂点を目指していく。

## 登場人物
声の項は特記のない場合、テレビアニメ版の声優。
演の項は特記のない場合、舞台版のキャスト。

### 風鈴高校

#### 防風鈴（ボウフウリン）
桜 遥（さくら はるか）
声 - 内田雄馬（PV・テレビアニメ）
演 - 石川凌雅（舞台） / 水上恒司（映画）
本作の主人公。風鈴高校1年生。曲がったことを嫌う性格。

梅宮 一（うめみや はじめ）
声 - 中村悠一（PV・テレビアニメ）
演 - 佐奈宏紀（舞台） / 上杉柊平（映画）
風鈴高校3年生。「ボウフウリン」の頂点（総代）にいる人物。優しく気のよい兄のような性格。
柊 登馬（ひいらぎ とうま）
声 - 鈴木崚汰、泊明日菜（小学生）
演 - 高橋駿一（舞台） / 中沢元紀（映画）
風鈴高校の3年生。防風鈴の四天王のひとり。時間にきっちりしている。
杉下 京太郎（すぎした きょうたろう）
声 - 内山昂輝（PV・テレビアニメ）
演 - 中本大賀（舞台） / JUNON（BE:FIRST）（映画）
遥の同級生でクラスメイト。梅宮を崇拝している。
蘇枋 隼飛（すおう はやと）
声 - 島﨑信長（PV・テレビアニメ）
演 - 安藤夢叶（舞台） / 綱啓永（映画）
遥の同級生でクラスメイト。謎が多い人物。

楡井 秋彦（にれい あきひこ）
声 - 千葉翔也
演 - 横山賀三（舞台） / 木戸大聖（映画）
遥の同級生でクラスメイト。情報通。
柘浦大河（つげうら たいが）
声 - 河西健吾
遥の同級生でクラスメイト。暑苦しい面はありつつも人懐っこい性格で仲間から親しまれている。
桐生 三輝（きりゅう みつき）
声 - 豊永利行
遥の同級生でクラスメイト。不真面目そうな見た目に反して穏やかで紳士的な性格。喧嘩は強く、体格差のある相手でも一蹴する実力を持つ。
松本 陽大（まつもと ようだい）
声 - 松岡洋平
柳田 慈円（やなぎだ じえん）
声 - 眞對友樹也
高梨 司（たかなし つかさ）
声 - 野上翔
栗田 順平（くりた じゅんぺい）
声 - 菅原慎介
杏西 雅紀（あんざい まさき）
声 - 坂田将吾、河瀬茉希（小学生）
柿内 侑凛（かきうち ゆうり）
声 - 小林大紀
梶 蓮（かじ れん）
声 - 岡本信彦
防風鈴の2年生の級長。
榎本 健史（えのもと たけし）
声 - 村田太志
笹城 直広（ささき なおひろ）
声 - 佐藤元

椿野 佑（つばきの たすく）
声 - 逢坂良太、安済知佳（小学生）
防風鈴の四天王のひとり。
榊 晴竜（さかき せいりゅう）
声 - 斉藤壮馬
榊 雨竜（さかき うりゅう）
声 - 浦和希
桃瀬 匠（ももせ たくみ）
声 - 西山宏太朗
水木 聡久（みずき さく）
声 - 前野智昭

### 獅子頭連
兎耳山 丁子（とみやま ちょうじ）
声 - 戸谷菊之介
演 - 今牧輝琉（舞台） / 山下幸輝（映画）
獅子頭連のNo.1。
十亀 条（とがめ じょう）
声 - 梅原裕一郎
演 - 里中将道（舞台） / 濱尾ノリタカ（映画）
獅子頭連のNo.2で、副頭取を務める。
佐狐 浩太（さこ こうた）
声 - 小林千晃、島袋美由利（小学生）
演 - YUKI
有馬 雪成（ありま ゆきなり）
声 - 水中雅章
演 - 河野凌太
鹿沼 稔（かぬま みのる）
声 - 峯田大夢
演 - 茶谷優太
猿渡 宏基（さるわたり ひろき）
声 - 広瀬裕也

### KEEL
名取 慎吾（なとり しんご）
声 - 榎木淳弥
長門 淳史（ながと あつし）
声 - 古屋亜南、日向未南（小学生）
金剛 尊（こんごう たける）
声 - 沢城千春
霧島 士佑（きりしま しゆう）
声 - 盆子原康
最上 大志（もがみ たいし）
声 - 橘龍丸
加賀 廉二（かが れんじ）
声 - 石毛翔弥
利根 帆介（とね はんすけ）
声 - 田丸篤志

### 六方一座
中村 幹路（なかむら かんじ）
声 - 興津和幸
美吉 彰人（みよし あきひと）
声 - 波多野翔
日高 将吾（ひだか しょうご）
声 - 木内太郎
音羽 律（おとわ りつ）
声 - 新祐樹

### GRAVEL
硯 秀平（すずり しゅうへい）
声 - 花江夏樹

### 元風鈴
棪堂 哉真斗（えんどう やまと）
声 - 小野大輔
焚石 矢（たきいし ちか）
声 - 神谷浩史

#### その他
橘 ことは（たちばな ことは）
声 - 長谷川育美
演 - 髙橋果鈴（舞台） / 八木莉可子（映画）
「喫茶ポトス」の店員である少女。16歳。街に訪れた遥を最初に歓迎し、時折行き詰まる彼に助言を与える。
土屋 美緒（つちや みお）
声 - 結川あさき
伊藤 繁（いとう しげる）
声 - 大塚芳忠
伊藤 ゆい（いとう ゆい）
声 - 平野文
成田 しずか（なりた しずか）
声 - 上田麗奈

## 評価
2021年8月に発表された「次にくるマンガ大賞2021」では、Webマンガ部門で20位を獲得。2022年1月、「全国書店員が選んだおすすめコミック 2022」にて第3位に選ばれている。同年、第5回「アニメ化してほしいマンガランキング」にて9位を獲得。

## 書誌情報
- にいさとる『WIND BREAKER』講談社〈講談社コミックス〉、既刊22巻（2025年6月9日現在）
  1. 2021年5月7日発売[29][2]、ISBN 978-4-06-522979-8
  2. 2021年7月9日発売[30]、ISBN 978-4-06-524015-1
  3. 2021年9月9日発売[31]、ISBN 978-4-06-524849-2
  4. 2021年11月9日発売[32]、ISBN 978-4-06-525995-5
  5. 2022年1月7日発売[33]、ISBN 978-4-06-526596-3
  6. 2022年3月9日発売[34]、ISBN 978-4-06-527281-7
  7. 2022年6月9日発売[35]、ISBN 978-4-06-528174-1
  8. 2022年8月9日発売[36][37]、ISBN 978-4-06-528846-7
  9. 2022年10月7日発売[38]、ISBN 978-4-06-529412-3
  10. 2023年1月6日発売[39]、ISBN 978-4-06-530343-6
  11. 2023年4月7日発売[40]、ISBN 978-4-06-531234-6
  12. 2023年6月8日発売[41]、ISBN 978-4-06-531879-9
  13. 2023年8月8日発売[42]、ISBN 978-4-06-532670-1
  14. 2023年11月9日発売[43]、ISBN 978-4-06-533549-9
  15. 2024年1月9日発売[44]、ISBN 978-4-06-534179-7
  16. 2024年3月8日発売[45]、ISBN 978-4-06-534870-3
  17. 2024年5月9日発売[46]、ISBN 978-4-06-535507-7
  18. 2024年8月7日発売[47]、ISBN 978-4-06-536127-6
  19. 2024年10月8日発売[48]、ISBN 978-4-06-537189-3
  20. 2025年1月8日発売[49][50]、ISBN 978-4-06-538060-4 / ISBN 978-4-06-538331-5（特装版）
  21. 2025年3月7日発売[51][52]、ISBN 978-4-06-538840-2 / ISBN 978-4-06-538988-1（特装版）
  22. 2025年6月9日発売[53][54]、ISBN 978-4-06-539749-7 / ISBN 978-4-06-539750-3（特装版）
- にいさとる・週刊少年マガジン編集部（監修）『WIND BREAKER 公式キャラクターブック 秘ノート』講談社〈KCデラックス〉、2024年5月9日発売[55]、ISBN 978-4-06-535514-5

## コラボレート
2022年8月にはナムコとコラボレートし、アミューズメント施設にて企画が実施される。2023年9月には同施設と初となるコラボイベントを開催。

## テレビアニメ
Season 1は2024年4月から6月まで毎日放送・TBS系列『スーパーアニメイズムTURBO』枠ほかにて放送された。
Season 2は2025年4月から6月までSeason 1と同様『スーパーアニメイズムTURBO』にて放送された。

### スタッフ（テレビアニメ）
|                              | Season 1                                         | Season 2                                         |
| ---------------------------- | ------------------------------------------------ | ------------------------------------------------ |
| 原作                         | にいさとる                                       | にいさとる                                       |
| 監督                         | 赤井俊文                                         | 赤井俊文                                         |
| シリーズ構成・シナリオ       | 瀬古浩司                                         | 瀬古浩司                                         |
| キャラクターデザイン         | 川上大志                                         | 川上大志                                         |
| アクションディレクター       | 浅賀和行                                         | 浅賀和行                                         |
| メインアニメーター           | N/A                                              | 高士亜衣                                         |
| プロップデザイン             | 羽土真衣子                                       | 羽土真衣子                                       |
| 美術設定・美術監督           | 守安靖尚                                         | 守安靖尚                                         |
| 色彩設計                     | 横田明日香                                       | 横田明日香                                       |
| 色彩設計                     | N/A                                              | 原恭子                                           |
| 撮影監督                     | 長瀬由起子                                       | 長瀬由起子                                       |
| 3Dディレクター               | 渡邉啓太（サブリメイション）                     | 渡邉啓太（サブリメイション）                     |
| 編集                         | 三嶋章紀                                         | 三嶋章紀                                         |
| 音響監督                     | 明田川仁                                         | 明田川仁                                         |
| 音楽                         | 高橋諒                                           | 高橋諒                                           |
| 音楽制作                     | アニプレックス                                   | アニプレックス                                   |
| 音楽プロデューサー           | 山内真治                                         | 山内真治                                         |
| 音楽ディレクター             | 西田圭稀                                         | 西田圭稀                                         |
| プロデューサー               | 瓜生恭子、大和雅恵、前田俊博、山崎博昭、福島祐一 | 瓜生恭子、大和雅恵、前田俊博、山崎博昭、福島祐一 |
| プロデューサー               | 岡部正昭                                         | 小野塚強、三枝俊光                               |
| アニメーションプロデューサー | 辻俊一                                           | 辻俊一                                           |
| 制作                         | CloverWorks                                      | CloverWorks                                      |
| 製作                         | WIND BREAKER Project                             | WIND BREAKER Project                             |

### 主題歌
「絶対零度」
なとりによるSeason 1のオープニングテーマ。作詞・作曲はなとり。
「無敵」
Young KeeによるSeason 1のエンディングテーマ。作詞・作曲はYoung Kee、編曲は川口圭太。
「BOYZ」
SixTONESによるSeason 2のオープニングテーマ。作詞・作曲はRyo″tono″Nakamura、編曲はNaoki Itai。
「It’s myself」
シャイトープによるSeason 2のエンディングテーマ。作詞・作曲は佐々木想、編曲は花井諒とシャイトープ。

### 各話リスト
| 話数     | サブタイトル     | 絵コンテ   | 演出            | 作画監督 | 総作画監督        | 初放送日      |          |          |          |          |          |          |          |          |          |          |          |          |          |          |          |          |          |          |
| Season 1 | Season 1         | Season 1   | Season 1        | Season 1 | Season 1          | Season 1      | Season 1 | Season 1 | Season 1 | Season 1 | Season 1 | Season 1 | Season 1 | Season 1 | Season 1 | Season 1 | Season 1 | Season 1 | Season 1 | Season 1 | Season 1 | Season 1 | Season 1 | Season 1 |
| -------- | ---------------- | ---------- | --------------- | --- | ----------------- | ------------- | -------- | -------- | -------- | -------- | -------- | -------- | -------- | -------- | -------- | -------- | -------- | -------- | -------- | -------- | -------- | -------- | -------- | -------- |
| #01      | サクラとフウリン | 赤井俊文   | 赤井俊文        | 川上大志 | 川上大志          | 2024年 4月5日 |          |          |          |          |          |          |          |          |          |          |          |          |          |          |          |          |          |          |
| #02      | 憧れのヒーロー   | 赤井俊文   | 上田慎一郎      | 吉田優子 田中裕介 新井伸浩 | 川上大志          | 4月12日       |          |          |          |          |          |          |          |          |          |          |          |          |          |          |          |          |          |          |
| #03      | 頂に立つ男       | 須藤瑛仁   | 須藤瑛仁        | モリタユーシ こまもとあいこ 鐘文山 永井里奈 牛尾優衣 田寄雅郁                                                                  | 川上大志          | 4月19日       |          |          |          |          |          |          |          |          |          |          |          |          |          |          |          |          |          |          |
| #04      | 衝突             | 大橋一輝   | 大橋一輝        | 大塚八愛 松原栄介 小丸敏之 金子美咲 モリタユーシ                                                                               | 川上大志          | 4月26日       |          |          |          |          |          |          |          |          |          |          |          |          |          |          |          |          |          |          |
| #05      | 優しい男         | 川上泰斗   | 川上泰斗        | 赤津佳織 中熊太一 福永智子 宇津野奈緒美                                                                                        | 川上大志          | 5月3日        |          |          |          |          |          |          |          |          |          |          |          |          |          |          |          |          |          |          |
| #06      | その背中を追って | 古川順康   | 安井貴司        | 大野勉 小丸敏之 | 川上大志          | 5月10日       |          |          |          |          |          |          |          |          |          |          |          |          |          |          |          |          |          |          |
| #07      | 負けられない戦い | 三浦貴博   | 中野友貴        | 日下部智津子 | 川上大志          | 5月17日       |          |          |          |          |          |          |          |          |          |          |          |          |          |          |          |          |          |          |
| #08      | 思いを継いで     | 田口智久   | 上田慎一郎      | 赤津佳織 鐘文山 中熊太一 永井里奈 田寄雅郁 牛尾優衣 モリタユーシ                                                               | 川上大志          | 5月24日       |          |          |          |          |          |          |          |          |          |          |          |          |          |          |          |          |          |          |
| #09      | 梅宮の流儀       | 北田勝彦   | 江副仁美        | 渡辺浩二 田中裕介 吉田優子 小松麻美                                                                                            | 川上大志          | 5月31日       |          |          |          |          |          |          |          |          |          |          |          |          |          |          |          |          |          |          |
| #10      | 対話             | 古川順康   | 北井嘉樹        | 羽土真衣子 河合拓也 大塚八愛 こまもとあいこ 福永智子                                                                           | 川上大志          | 6月7日        |          |          |          |          |          |          |          |          |          |          |          |          |          |          |          |          |          |          |
| #11      | 新たな級友       | 大橋一輝   | 大橋一輝        | 吉田優子 赤津佳織 久松沙紀 大野勉 モリタユーシ 市橋雄一 鐘文山 久保山誠士                                                      | 川上大志          | 6月14日       |          |          |          |          |          |          |          |          |          |          |          |          |          |          |          |          |          |          |
| #12      | 頼られる者       | 須藤瑛仁   | 向山鶴美        | 金到暎 輪和 小松麻美 永井里奈 田寄雅郁 田中光輝 牛尾優衣 臼井篤史 鐘文山 尚亜旋                                                | 川上大志          | 6月21日       |          |          |          |          |          |          |          |          |          |          |          |          |          |          |          |          |          |          |
| #13      | 友のため         | 赤井俊文   | 高橋英俊        | 中島裕里 田中裕介 河合拓也 大塚八愛 赤津佳織 中熊太一 小丸敏之 青野厚司 松本淑惠 田寄雅郁 久保山誠士 鐘文山                    | 川上大志          | 6月28日       |          |          |          |          |          |          |          |          |          |          |          |          |          |          |          |          |          |          |
| Season 2 |                  |            |                 | |                   |               |          |          |          |          |          |          |          |          |          |          |          |          |          |          |          |          |          |          |
| #14      | 怒り             | 赤井俊文   | 赤井俊文        | 川上大志 田中裕介 小松麻美 | -                 | 2025年 4月4日 |          |          |          |          |          |          |          |          |          |          |          |          |          |          |          |          |          |          |
| #15      | 決着             | 小林寛     | 川上泰斗        | 吉田優子 斉藤茉利 林珠銀 牛尾優衣 久保山誠士 中島裕里 尚亜旋                                                                   | 川上大志          | 4月11日       |          |          |          |          |          |          |          |          |          |          |          |          |          |          |          |          |          |          |
| #16      | Re:start         | 大橋一輝   | 大橋一輝        | 輪和 臼井篤史 小丸敏之 斉藤亮 市橋雄一 合田浩章 中熊太一                                                                       | 川上大志          | 4月18日       |          |          |          |          |          |          |          |          |          |          |          |          |          |          |          |          |          |          |
| #17      | 先輩の教え       | 北井嘉樹   | 北井嘉樹        | 本多弘幸 吉田優子 大村将司 赤津佳織 永井里奈 関口亮輔 中島裕里                                                                 | 田中裕介          | 4月25日       |          |          |          |          |          |          |          |          |          |          |          |          |          |          |          |          |          |          |
| #18      | 居場所           | 古川順康   | 向山鶴美        | 岸寛毅 浜平蒼生 CHOI YOONMI 豊嶋真帆 根本卓弥 芝有人 鈴木FALCO 二宮奈那子 ルラフォート 山根あゆみ                              | 川上大志          | 5月2日        |          |          |          |          |          |          |          |          |          |          |          |          |          |          |          |          |          |          |
| #19      | 密かな想い       | 二宮壮史   | 二宮壮史        | 林珠銀 中熊太一 小丸敏之 王润雨 陈丹                                                                                           | 川上大志          | 5月9日        |          |          |          |          |          |          |          |          |          |          |          |          |          |          |          |          |          |          |
| #20      | 宵の街           | 堀裕津     | 堀裕津          | 永井里奈 赤津佳織 斉藤茉利 関口亮輔 彭佩琦 久保山誠士 林珠銀 牛尾優衣 モリタユーシ 鐘文山 尚亜旋                               | 川上大志 田中裕介 | 5月16日       |          |          |          |          |          |          |          |          |          |          |          |          |          |          |          |          |          |          |
| #21      | 共同戦線         | 大嶋博之   | 山田晃 下平佑一 | 吉田優子 小松麻美 Won Chang hee 豊嶋真帆 岸寛毅 CHOI YOONMI 芝有人 根本卓弥 鈴木FALCO                                          | 川上大志 田中裕介 | 5月23日       |          |          |          |          |          |          |          |          |          |          |          |          |          |          |          |          |          |          |
| #22      | Shall We Dance?  | 川上泰斗   | 川上泰斗        | 大塚八愛 柴田健児 小丸敏之 久松沙紀 林珠銀 永井里奈 市橋雄一 渡辺浩二 臼井篤史 西原碧海 Kim Hye jeong 姜姜 尚亜旋              | 川上大志 田中裕介 | 5月30日       |          |          |          |          |          |          |          |          |          |          |          |          |          |          |          |          |          |          |
| #23      | 救いの手         | 中川淳     | 大橋一輝        | 大村将司 牛尾優衣 斉藤茉利 彭佩琦 林珠銀 金到暎 中熊太一 久保山誠士 山岸葵 山根あゆみ 輪和 鐘文山 尚亜旋                       | 川上大志 田中裕介 | 6月6日        |          |          |          |          |          |          |          |          |          |          |          |          |          |          |          |          |          |          |
| #24      | 嵐のあと         | 上田慎一郎 | 上田慎一郎      | 小林陽奈 髙市彩加 桜井このみ 泉坂つかさ 二瓶令暁 小泉洋 大久保海祐                                                             | 川上大志 田中裕介 | 6月13日       |          |          |          |          |          |          |          |          |          |          |          |          |          |          |          |          |          |          |
| #25      | 誰が為の強さ     | 赤井俊文   | 赤井俊文        | 赤津佳織 小松麻美 牛尾優衣 斉藤茉利 関口亮輔 林珠銀 臼井篤史 中熊太一 久保山誠士 吉田優子 金到暎 尚亜旋 Kim Yoon jung 川上大志 | 川上大志 田中裕介 | 6月20日       |          |          |          |          |          |          |          |          |          |          |          |          |          |          |          |          |          |          |

### 放送局
| 放送期間                   | 放送時間                     | 放送局                                 | 対象地域 | 備考                                             |
| -------------------------- | ---------------------------- | -------------------------------------- | -------- | ------------------------------------------------ |
| 2024年4月5日 - 6月28日     | 金曜 0:26 - 0:56（木曜深夜） | 毎日放送（製作参加） ほかTBS系列全28局 | 日本国内 | 連動データ放送 / 『スーパーアニメイズムTURBO』枠 |
|                            | 金曜 21:30 - 22:00           | AT-X                                   | 日本全域 | CS放送 / リピート放送あり                        |
| 2024年4月10日 - 7月2日     | 水曜 23:00 - 23:30           | BS日テレ                               | 日本全域 | BS/BS4K放送 / 『アニメにむちゅ〜』枠             |
| 全放送局で字幕放送を実施。 |                              |                                        |          |                                                  |

| 配信開始日   | 配信時間                     | 配信サイト |
| ------------ | ---------------------------- | --- |
| 2024年4月5日 | 金曜 0:26 - 0:56（木曜深夜） | ABEMA |
|              | 金曜 0:56（木曜深夜） 更新   | ABEMAビデオ |
| 2024年4月8日 | 月曜 12:00 更新              | Netflix Amazon Prime Video U-NEXT アニメ放題 dアニメストア （本店・for Prime Video・ ニコニコ支店 ） DMM TV Lemino Hulu バンダイチャンネル TELASA J:COM STREAM みるプラス auスマートパスプレミアム FOD TVer MBS動画イズム アニメタイムズ ニコニコチャンネル |
|              | 月曜 20:30 - 21:00           | ニコニコ生放送 |

| 放送期間                   | 放送時間                     | 放送局                                 | 対象地域 | 備考                                             |
| -------------------------- | ---------------------------- | -------------------------------------- | -------- | ------------------------------------------------ |
| 2025年4月4日 - 6月20日     | 金曜 0:26 - 0:56（木曜深夜） | 毎日放送（製作参加） ほかTBS系列全28局 | 日本国内 | 連動データ放送 / 『スーパーアニメイズムTURBO』枠 |
|                            | 金曜 21:00 - 21:30           | AT-X                                   | 日本全域 | CS放送 / リピート放送あり                        |
| 2025年4月5日 - 6月21日     | 土曜 23:00 - 23:28           | BS日テレ                               | 日本全域 | BS/BS4K放送 / 『アニメにむちゅ〜』枠             |
| 全放送局で字幕放送を実施。 |                              |                                        |          |                                                  |

| 配信開始日   | 配信時間                     | 配信サイト |
| ------------ | ---------------------------- | --- |
| 2025年4月4日 | 金曜 0:26 - 0:56（木曜深夜） | ABEMA |
|              | 金曜 0:56（木曜深夜） 更新   | ABEMAビデオ |
| 2025年4月7日 | 月曜 12:00 以降順次更新      | Netflix Amazon Prime Video Disney+ U-NEXT アニメ放題 dアニメストア（本店・for Prime Video・ニコニコ支店） DMM TV Lemino Hulu バンダイチャンネル TELASA J:COM STREAM milplus FOD TVer MBS動画イズム アニメタイムズ ニコニコチャンネル ニコニコ生放送 |

### BD / DVD
| 巻 | 発売日         | 収録話          | 規格品番      | 規格品番      |
| 巻 | 発売日         | 収録話          | BD            | DVD           |
| -- | -------------- | --------------- | ------------- | ------------- |
| 1  | 2024年6月19日  | 第1話 - 第2話   | ANZX-17471/2  | ANZB-17471/2  |
| 2  | 2024年7月31日  | 第3話 - 第4話   | ANZX-17473/4  | ANZB-17473/4  |
| 3  | 2024年8月28日  | 第5話 - 第6話   | ANZX-17475/6  | ANZB-17475/6  |
| 4  | 2024年9月25日  | 第7話 - 第8話   | ANZX-17477/8  | ANZB-17477/8  |
| 5  | 2024年10月30日 | 第9話 - 第10話  | ANZX-17479/80 | ANZB-17479/80 |
| 6  | 2024年11月27日 | 第11話 - 第13話 | ANZX-17481/2  | ANZB-17481/2  |

| 巻 | 発売日             | 収録話          | 規格品番      | 規格品番      |
| 巻 | 発売日             | 収録話          | BD            | DVD           |
| -- | ------------------ | --------------- | ------------- | ------------- |
| 1  | 2025年6月18日      | 第14話 - 第15話 | ANZX-17731/2  | ANZB-17731/2  |
| 2  | 2025年7月30日      | 第16話 - 第17話 | ANZX-17733/4  | ANZB-17733/4  |
| 3  | 2025年8月27日予定  | 第18話 - 第19話 | ANZX-17735/6  | ANZB-17735/6  |
| 4  | 2025年9月24日予定  | 第20話 - 第21話 | ANZX-17737/8  | ANZB-17737/8  |
| 5  | 2025年10月29日予定 | 第22話 - 第23話 | ANZX-17739/40 | ANZB-17739/40 |
| 6  | 2025年11月26日予定 | 第24話 - 第25話 | ANZX-17741/2  | ANZB-17741/2  |

### コラボレーション
極楽湯
2024年7月4日から8月4日に、コラボグッズ、メニューを販売、各キャラクターをイメージしたコラボ風呂を行なった。またキャラクターパネルやタペストリーなどの限定装飾、コラボメニューを6品注文すると限定コースターが提供されるなどの特典も行われた。
| 毎日放送制作・TBS系列 スーパーアニメイズム→スーパーアニメイズムTURBO                                                     | 毎日放送制作・TBS系列 スーパーアニメイズム→スーパーアニメイズムTURBO                                                   | 毎日放送制作・TBS系列 スーパーアニメイズム→スーパーアニメイズムTURBO |
| 前番組 | 番組名 | 次番組                                                               |
| --- | --- | -------------------------------------------------------------------- |
| アンデッドアンラック - ※ここまで『スーパーアニメイズム』 - ※ここまで土曜 1:23 - 1:53（金曜深夜）で放送                   | WIND BREAKER Season 1 - ※ここから『スーパーアニメイズムTURBO』に枠名変更 - ※ここから金曜 0:26 - 0:56（木曜深夜）で放送 | 女神のカフェテラス（第2期）                                          |
| 悪役令嬢転生おじさん | WIND BREAKER Season 2                                                                                                  | ダンダダン（第2期）                                                  |
| 毎日放送 金曜 0:26 - 0:56（木曜深夜）                                                                                    | |                                                                      |
| KAT-TUNの食宝ゲッットゥーン - ※TBSテレビ製作 - ※ここまでバラエティ番組、ローカルセールス枠                               | WIND BREAKER Season 1 （2024年4月5日 - 6月28日） - ※ここから『スーパーアニメイズムTURBO』枠（TBS系列全国ネット）       | 女神のカフェテラス（第2期） （2024年7月5日 - 9月20日）               |
| TBSテレビ 金曜 0:26 - 0:56（木曜深夜）                                                                                   | |                                                                      |
| モクバラナイト （2023年8月18日 - 2024年3月28日） - ※0:26 - 0:55 - ※ここまでTBSテレビ製作の単発番組枠、ローカルセールス枠 | WIND BREAKER Season 1 （2024年4月5日 - 6月28日） - ※ここから『スーパーアニメイズムTURBO』枠（TBS系列全国ネット）       | 女神のカフェテラス（第2期） （2024年7月5日 - 9月20日）               |

## 舞台
2025年に上演された。

### スタッフ（舞台）
- 原作 - にいさとる[9]
- 脚本 - 三浦香[9]
- 演出 - 植木豪[9]
- 音楽 - 田中マッシュ[9]

### 上演日程
- 2025年1月3日 - 1月5日：COOL JAPAN PARK OSAKA WWホール（大阪府）[9]
- 2025年1月10日 - 1月19日：シアターH（東京都）[9]

## コンピュータゲーム
WIND BREAKER 不良たちの英雄譚
Aimingより2025年3月12日サービス開始のスマートフォン・PC向けオンラインゲーム。略称は「ウィンヒロ」。

## 実写映画
2025年12月5日に公開予定。監督は萩原健太郎、脚本は政池洋佑、主演は水上恒司。
同年2月から4月にかけて沖縄県でオールロケが行われ、県や自治体、地元住民の協力のもと、実在の商店街に装飾を施して作中に登場する「東風商店街」を再現し、撮影が行われた。

### キャスト
- 桜遥：水上恒司
- 楡井秋彦：木戸大聖[12]
- 蘇枋隼飛：綱啓永[12]
- 杉下京太郎：JUNON（BE:FIRST）[12]
- 柊登馬：中沢元紀[12]
- 梅宮一：上杉柊平[12]
- 橘ことは：八木莉可子[22]
- 兎耳山丁子：山下幸輝[22]
- 十亀条：濱尾ノリタカ[22]

### スタッフ（実写映画）
- 原作：にいさとる『WIND BREAKER』（講談社『マガジンポケット』連載）
- 監督：萩原健太郎
- 脚本：政池洋佑
- 音楽：Yaffle[81]
- プロデューサー：加茂義隆[3][10]
- 配給：ワーナー・ブラザース映画[3][10]
- 製作：「WIND BREAKER」製作委員会